# Ophiurochaeta littoralis
Ophiurochaeta littoralis är en ormstjärneart som först beskrevs av Jean Baptiste François René Koehler 1913.  Ophiurochaeta littoralis ingår i släktet Ophiurochaeta och familjen Ophiodermatidae. Inga underarter finns listade i Catalogue of Life.